# Topologische inbedding
In de topologie, een deelgebied van de wiskunde, is een inbedding een identificatie van een topologische ruimte met een deel van een andere topologische ruimte.

## Definitie
Een inbedding is een afbeelding {\displaystyle f:X\to Y} tussen topologische ruimten zodanig dat de beperking van {\displaystyle f} tot haar bereik {\displaystyle f(X)} opgevat als deelruimte van {\displaystyle Y} een homeomorfisme is. Hieruit volgt vanzelf dat elke inbedding injectief en continu is.
Het bestaan van een inbedding maakt het mogelijk over {\displaystyle X} te spreken alsof ze een deelruimte "is" van {\displaystyle Y.}

## Equivalentie van inbeddingen
Twee inbeddingen {\displaystyle f} en {\displaystyle g} van eenzelfde ruimte {\displaystyle X} in {\displaystyle Y} heten equivalent als er een homeomorfisme {\displaystyle h} tussen {\displaystyle Y} en zichzelf bestaat dat de ene inbedding in de andere overvoert:
{\displaystyle f:X\to Y,\ g:X\to Y,\ h:Y\to Y,\ g=h\circ f}
Dit definieert een equivalentierelatie op de verzameling van alle inbeddingen van {\displaystyle X} in {\displaystyle Y.}
Het algemene probleem van topologische inbeddingen luidt: gegeven twee topologische ruimten {\displaystyle X} en {\displaystyle Y}, beschrijf alle equivalentieklassen van inbeddigen van {\displaystyle X} in {\displaystyle Y.}

## Isotopische equivalentie
Een isotopie van een topologische ruimte {\displaystyle Y} is een continue afbeelding
{\displaystyle e:Y\times [0,1]\to Y}
zodat voor elke {\displaystyle t\in [0,1]} afzonderlijk de partiële afbeelding
{\displaystyle e_{t}:Y\to Y:y\mapsto e(y,t)}
een homeomorfisme is. Een gegeven homeomorfisme {\displaystyle h:Y\to Y} is realiseerbaar door een isotopie als er een isotopie {\displaystyle e} bestaat waarvoor {\displaystyle e_{0}} de identiteit is, en {\displaystyle e_{1}=h.}
Twee inbeddingen {\displaystyle f,g:X\to Y} heten isotopisch equivalent als er een dergelijk homeomorfisme bestaat met {\displaystyle g=h\circ f.} Isotopisch equivalente inbeddingen zijn equivalent, maar het omgekeerde hoeft niet waar te zijn. Isotopische equivalentie is eveneens een equivalentierelatie. Een fijnere formulering van het algemene probleem van topologische inbeddingen luidt dan: gegeven twee topologische ruimten {\displaystyle X} en {\displaystyle Y}, beschrijf alle isotopische equivalentieklassen van inbeddigen van {\displaystyle X} in {\displaystyle Y.}

## Voorbeelden
- De inbeddingen van een singleton {\displaystyle \{0\}} in de reële getallen {\displaystyle \mathbb {R} } met de gewone topologie zijn de reële constanten. Elk paar {\displaystyle \{a,b\}} van dergelijke inbeddingen is isotopisch equivalent door de continue verschuiving

{\displaystyle e_{t}:{\mathbb {R} }\to {\mathbb {R} }:x\mapsto x+t(b-a),\ t\in [0,1]}
- De inbeddingen van een eindige verzameling {\displaystyle \{1,\ldots ,n\}} met de discrete topologie in de reële getallen zijn de geordende tupels van {\displaystyle n} onderling verschillende reële getallen. Twee van dergelijke inbeddingen zijn alleen isotopisch equivalent als de twee {\displaystyle n}-tupels dezelfde volgorde hanteren; de isotopische equivalentieklassen komen dus overeen met de permutaties op {\displaystyle n} elementen.

De reële getallen hebben ook een auto-homeomorfisme dat niet realiseerbaar is door isotopie, namelijk de tekeninversie {\displaystyle x\mapsto -x.} De gewone (t.t.z. niet noodzakelijk isotopische) equivalentieklassen van inbeddingen van {\displaystyle \{1,\ldots ,n\}} komen dus overeen met de permutaties op {\displaystyle n} elementen modulo de omkering van de volgorde.
- De stelling van Schoenflies zegt dat alle inbeddingen van de cirkel {\displaystyle S^{1}} in het vlak {\displaystyle \mathbb {R} ^{2}} equivalent zijn.

- Het vorige voorbeeld kan niet zonder meer veralgemeend worden tot inbeddingen van de {\displaystyle (n-1)}-sfeer in de {\displaystyle n}-dimensionale Euclidische ruimte {\displaystyle \mathbb {R} ^{n}.} De sfeer van Alexander is een inbedding van {\displaystyle S^{2}} in {\displaystyle \mathbb {R} ^{3}} waarvan het buitengebied niet homeomorf is met het buitengebied van de eenheidssfeer zelf, opgevat als deelverzameling van {\displaystyle \mathbb {R} ^{3}.}

## Knopentheorie
Een knoop is een inbedding van de cirkel {\displaystyle S^{1}} in de driedimensionale Euclidische ruimte {\displaystyle \mathbb {R} ^{3}.} De knopentheorie onderzoekt isotopische equivalentieklassen van knopen.